# Prix Goya de la meilleure actrice
Le prix Goya de la meilleure actrice (Premio Goya a la mejor interpretación femenina protagonista) est une récompense décernée depuis 1987 par l'Academia de las artes y las ciencias cinematográficas de España au cours de la cérémonie annuelle des Goyas.

## Nominations et victoires multiples
Certains actrices ont été récompensées à plusieurs reprises :
- 3 Goyas : Carmen Maura (1989, 1991 et 2001).
- 2 Goyas : Penélope Cruz (1999 et 2007), Lola Dueñas (2005 et 2010), Verónica Forqué (1988 et 1994), Cecilia Roth (1998 et 2000), Emma Suárez (1997 et 2017) et Maribel Verdú (2008 et 2013).

Parmi les actrices, plusieurs furent multi-nommées (en gras, les actrices lauréates)
- 12 nominations : Penélope Cruz ;
- 8 nominations : Victoria Abril, Maribel Verdú ;
- 6 nominations : Emma Suárez ;
- 5 nominations : Ariadna Gil, Carmen Maura ;
- 4 nominations : Ana Belén, Adriana Ozores ;
- 3 nominations : Elena Anaya, Inma Cuesta, Lola Dueñas, Verónica Forqué, Bárbara Lennie, Patricia López Arnaiz, Ángela Molina ;
- 2 nominations : Laia Costa, Verónica Echegui, Nora Navas, Najwa Nimri, Candela Peña, Blanca Portillo, Nathalie Poza, Cecilia Roth, Belén Rueda, Mercedes Sampietro, Emma Vilarasau, Leonor Watling, Carolina Yuste ;
- 1 nomination : Silvia Abascal, Amaia Aberasturi, Malena Alterio, Marian Álvarez, Rafaela Aparicio, Pilar López de Ayala, Pilar Bardem, Juliette Binoche, Icíar Bollaín, Lydia Bosch, Irene Gutiérrez Caba, Julia Gutiérrez Caba, Anna Castillo, Cayetana Guillén Cuervo, Belén Cuesta, Carme Elías, Marta Etura, Ana Fernández, Greta Fernández, Marina Foïs, Aida Folch, Ruth Gabriel, Aura Garrido, Macarena Gómez, Salma Hayek, Nicole Kidman, María León, Charo López, Victoria Luengo, Carmen Machi, Kiti Mánver, Cristina Marcos, Petra Martinez, Laia Marull, Natalia de Molina, Julianne Moore, Emily Mortimer, Sílvia Munt, Marta Nieto, María Fernanda d'Ocón, Marisa Paredes, Sarah Polley, Amparo Rivelles, Susi Sánchez, Assumpta Serna, Tilda Swinton, Ana Torrent, María Vázquez, Paz Vega, Concha Velasco, Naomi Watts, Rachel Weisz.

(dernière mise à jour : édition 2025)

## Palmarès

### Années 1980
- 1987 : Amparo Rivelles pour le rôle de Laura dans Hay que deshacer la casa
  - Victoria Abril pour le rôle de Dorita dans Tiempo de silencio
  - Ángela Molina pour le rôle de Rosa dans L'Autre Moitié du ciel (La mitad del cielo)
- 1988 : Verónica Forqué pour le rôle d'Ana dans La vida alegre
  - Victoria Abril pour le rôle de Chelo dans El Lute, marche ou crève (El Lute: camina o revienta)
  - Irene Gutiérrez Caba pour le rôle de Bernarda Alba dans La Maison de Bernarda Alba (La casa de Bernarda Alba)
- 1989 : Carmen Maura pour le rôle de Pepa Marcos dans Femmes au bord de la crise de nerfs (Mujeres al borde de un ataqua de nervios)
  - Victoria Abril pour le rôle d'Ana Alonso dans Baton Rouge
  - Ana Belén pour le rôle d'Alejandra dans Miss Caribe
  - María Fernanda D'Ocón pour le rôle de Sœur Mercedes dans Caminos de tiza
  - Ángela Molina pour le rôle de Charo dans Luces y sombras

### Années 1990
- 1990 : Rafaela Aparicio pour le rôle de la grand-mère dans El mar y el tiempo
  - Victoria Abril pour le rôle de Menchu / Ramona / Aurora Nin dans Si te dicen que caí
  - Ana Belén pour le rôle de Paloma dans El vuelo de la paloma
  - Verónica Forqué pour le rôle de Chusa dans Bajarse al moro
  - Ángela Molina pour le rôle de Pepita dans Les Choses de l'amour (Las cosas del querer)
- 1991 : Carmen Maura pour le rôle de Carmela dans ¡Ay, Carmela!
  - Victoria Abril pour le rôle de Marina Osorio dans Attache-moi ! (¡Átame!)
  - Charo López pour le rôle de Clara dans Lo más natural
- 1992 : Sílvia Munt pour le rôle de Carmen dans Ailes de papillon (Alas de mariposa)
  - Victoria Abril pour le rôle de Luisa dans Amants (Amantes)
  - Maribel Verdú pour le rôle de Trini dans Amants (Amantes)
- 1993 : Ariadna Gil pour le rôle de Violeta dans Belle Époque
  - Penélope Cruz pour le rôle de Silvia dans Jambon, Jambon (Jamón, jamón)
  - Assumpta Serna pour le rôle d'Adela dans Le Maître d'escrime (El maestro de esgrima)
- 1994 : Verónica Forqué pour le rôle de Kika dans Kika
  - Carmen Maura pour le rôle d'Ana dans Des ombres dans une bataille (Sombras en una batalla)
  - Emma Suárez pour le rôle de Lisa dans L'Écureuil rouge (La ardilla roja)
- 1995 : Cristina Marcos pour le rôle de Yoli dans Les hommes, vous êtes bien tous les mêmes (Todos los hombres sois iguales)
  - Ana Belén pour le rôle de Desideria Oliván dans La pasión turca
  - Ruth Gabriel pour le rôle de Charo dans Días contados
- 1996 : Victoria Abril pour le rôle de Gloria dans Personne ne parlera de nous quand nous serons mortes (Nadie hablará de nosotras quando hayamos muerto)
  - Ariadna Gil pour le rôle de María dans Antártida
  - Marisa Paredes pour le rôle de Leo Macías dans La Fleur de mon secret (La flor de mi secreto)
- 1997 : Emma Suárez pour le rôle de Diana, comtesse de Belflor dans Le Chien du jardinier (El perro del hortelano)
  - Ana Torrent pour le rôle d'Ángela dans Tesis
  - Concha Velasco pour le rôle de Palmira Gadea dans Más allá del jardín
- 1998 : Cecilia Roth pour le rôle d'Alicia dans Martín (Hache)
  - Julia Gutiérrez Caba pour le rôle de Lola dans El color de las nubes
  - Maribel Verdú pour le rôle de Marina dans La Bonne Étoile (La buena estrella)
- 1999 : Penélope Cruz pour le rôle de Macarena Granada dans La Fille de tes rêves (La niña de tus ojos)
  - Cayetana Guillén Cuervo pour le rôle de Doña Lucrecia Richmond dans El abuelo
  - Najwa Nimri pour le rôle d'Ana (jeune) dans Les Amants du cercle polaire (Los amantes del Círculo Polar)
  - Leonor Watling pour le rôle de Carmen dans La hora de los valientes

### Années 2000
- 2000 : Cecilia Roth pour le rôle de Manuela dans Tout sur ma mère (Todo sobre mi madre)
  - Ariadna Gil pour le rôle d'Isabel dans Lágrimas negras
  - Carmen Maura pour le rôle de Berta dans Lisboa
  - Mercedes Sampietro pour le rôle de Gloria dans Quand tu me reviendras (Cuando vuelvas a mi lado)
- 2001 : Carmen Maura pour le rôle de Julia dans Mes chers voisins (La comunidad)
  - Icíar Bollaín pour le rôle de Leo dans Leo
  - Lydia Bosch pour le rôle de Julia dans You're the One: una historia de entonces
  - Adriana Ozores pour le rôle de Susana Grey dans Plenilunio
- 2002 : Pilar López de Ayala pour le rôle de Jeanne la Folle dans Jeanne la Folle (Juana la Loca)
  - Victoria Abril pour le rôle de Lola Nevado dans Sans nouvelles de Dieu (Sin noticias de Dios)
  - Nicole Kidman pour le rôle de Grace Stewart dans Les Autres (Los otros)
  - Paz Vega pour le rôle d'Ángela dans Sólo mía
- 2003 : Mercedes Sampietro pour le rôle de Liliana Rovira dans Lugares comunes
  - Ana Fernández pour le rôle d'Andrea dans Historia de un beso
  - Adriana Ozores pour le rôle d'Ágata dans La vida de nadie
  - Leonor Watling pour le rôle d'Elvira dans Ma mère préfère les femmes (surtout les jeunes...) (A mi madre le gustan las mujeres)
- 2004 : Laia Marull pour le rôle de Pilar dans Ne dis rien (Te doy mis ojos)
  - Ariadna Gil pour le rôle de Lola dans Soldados de Salamina
  - Adriana Ozores pour le rôle d'Amparo dans La Chance endormie (La suerte dormida)
  - Sarah Polley pour le rôle d'Ann dans Ma vie sans moi (Mi vida sin mí)
- 2005 : Lola Dueñas pour le rôle de Rosa dans Mar adentro
  - Pilar Bardem pour le rôle de María Zambrano dans María querida
  - Ana Belén pour le rôle d'Hortensia dans Cosas que hacen que la vida valga la pena
  - Penélope Cruz pour le rôle d'Italia dans À corps perdus (No te muevas)
- 2006 : Candela Peña pour le rôle de Caye dans Princesas
  - Adriana Ozores pour le rôle de Pilar dans Heroína
  - Nathalie Poza pour le rôle d'Ana dans Malas temporadas
  - Emma Vilarasau pour le rôle d'Irene dans Para que no me olvides
- 2007 : Penélope Cruz pour le rôle de Raimunda dans Volver
  - Silvia Abascal pour le rôle de Finea dans La dama boba
  - Marta Etura pour le rôle de Paula dans Azul (AzulOscuroCasiNegro)
  - Maribel Verdú pour le rôle de Mercedes dans Le Labyrinthe de Pan (El laberinto del fauno)
- 2008 : Maribel Verdú pour le rôle d'Ángela dans Siete mesas de billar francés
  - Blanca Portillo pour le rôle de Charo dans Siete mesas de billar francés
  - Belén Rueda pour le rôle de Laura dans L'Orphelinat (El orfanato)
  - Emma Suárez pour le rôle de Nines dans Bajo las estrellas
- 2009 : Carme Elías pour le rôle de Gloria dans Camino
  - Verónica Echegui pour le rôle d'Isa dans El patio de mi cárcel
  - Ariadna Gil pour le rôle d'Aurora Rodríguez dans Venganza (Sólo quiero caminar)
  - Maribel Verdú pour le rôle d'Elena López Reinares dans Los girasoles ciegos

### Années 2010
- 2010 : Lola Dueñas pour le rôle de Laura dans Yo, también
  - Penélope Cruz pour le rôle de Magdalena « Lena » Rivero dans Étreintes brisées (Los abrazos rotos)
  - Maribel Verdú pour le rôle de Miranda dans Tetro
  - Rachel Weisz pour le rôle d'Hypatie dans Agora (Ágora)
- 2011 : Nora Navas pour le rôle de Florència dans Pain noir (Pa negre)
  - Elena Anaya pour le rôle d'Alba dans Habitación en Roma
  - Emma Suárez pour le rôle d'Alícia dans La mosquitera
  - Belén Rueda pour le rôle de Julia Levin / Sara dans Les Yeux de Julia (Los ojos de Julia)
- 2012 : Elena Anaya pour le rôle de Vera Cruz dans La piel que habito
  - Verónica Echegui pour le rôle de Laia dans Katmandou, un miroir dans le ciel (Katmandú, un espejo en el cielo)
  - Salma Hayek pour le rôle de Luisa dans Un jour de chance (La chispa de la vida)
  - Inma Cuesta pour le rôle d'Hortensia Rodríguez García dans La Voix endormie (La voz dormida)
- 2013 : Maribel Verdú pour le rôle d'Encarna dans Blancanieves
  - Penélope Cruz pour le rôle de Gemma dans Venir au monde (Venuto al mondo)
  - Aida Folch pour le rôle de Mercè dans L'artiste et son modèle (El artista y la modelo)
  - Naomi Watts pour le rôle de Maria Bennett dans The Impossible (Lo imposible)
- 2014 : Marian Álvarez pour le rôle d'Ana dans La herida
  - Inma Cuesta pour le rôle de Ruth dans Trois Mariages de trop (Tres bodas de más)
  - Aura Garrido pour le rôle d'elle dans Stockholm
  - Nora Navas pour le rôle de Geni dans Tots volem el millor per a ella
- 2015 : Bárbara Lennie pour le rôle de Bárbara dans La niña de fuego (Magical Girl)
  - María León pour le rôle de Sara dans Marsella
  - Macarena Gómez pour le rôle de Montse dans Shrew's Nest (Musarañas)
  - Elena Anaya pour le rôle de Lupe dans Todos están muertos
- 2016 : Natalia de Molina pour le rôle de Rocío dans Techo y comida
  - Inma Cuesta pour le rôle de la petite amie dans La novia
  - Penélope Cruz pour le rôle de Magda dans Ma ma
  - Juliette Binoche pour le rôle de Josephine Peary dans Personne n'attend la nuit (Nadie quiere la noche)
- 2017 : Emma Suárez pour le rôle de Julieta dans Julieta
  - Penélope Cruz pour le rôle de Macarena Granada dans La Reine d'Espagne
  - Bárbara Lennie pour le rôle de María dans María (y los demás)
  - Carmen Machi pour le rôle de Rosa dans La puerta abierta
- 2018 : Nathalie Poza pour le rôle de Carla dans No sé decir adiós
  - Maribel Verdú pour le rôle de Carmen dans Abracadabra
  - Emily Mortimer pour le rôle de Florence Green dans The Bookshop (La librería)
  - Penélope Cruz pour le rôle Virginia Vallejo dans Escobar
- 2019 : Susi Sánchez pour le rôle d'Anabel dans La Maladie du dimanche (La enfermedad del domingo)
  - Najwa Nimri pour le rôle de Lila dans Quién te cantará
  - Penélope Cruz pour  le rôle de Laura Everybody Knows (Todos Lo Saben)
  - Lola Dueñas pour le rôle d'Estrella dans Voyage autour de la chambre d'une mère (Viaje al cuarto de una madre)

### Années 2020
- 2020 : Belén Cuesta pour le rôle de Rosa dans Une vie secrète (La trinchera infinita)
  - Penélope Cruz pour le rôle de Jacinta dans Douleur et Gloire (Dolor y gloria)
  - Greta Fernández pour le rôle de Sara	dans La hija de un ladrón
  - Marta Nieto pour le rôle d'Elena	dans Madre
- 2021 : Patricia López Arnaiz pour le rôle de Lide dans Ane
  - Amaia Aberasturi pour le rôle d'Ana dans Les Sorcières d'Akelarre (Akelarre)
  - Kiti Mánver pour le rôle de Lola dans El inconveniente
  - Candela Peña pour le rôle de Rosa dans Le Mariage de Rosa (La boda de Rosa)
- 2022 : Blanca Portillo pour le rôle de Maixabel Lasa dans Les Repentis (Maixabel)
  - Emma Suárez pour le rôle de Berta dans Josefina
  - Penélope Cruz pour le rôle de Janis dans Madres paralelas
  - Petra Martínez pour le rôle de María dans La vida era eso
- 2023 : Laia Costa pour le rôle d'Amaia dans Lullaby (Cinco lobitos)
  - Marina Foïs pour le rôle d'Olga dans As bestas
  - Anna Castillo pour le rôle de Julia dans Les Tournesols sauvages (Girasoles silvestres)
  - Bárbara Lennie pour le rôle d'Alice Gould dans Les Lignes courbes de Dieu (Los renglones torcidos de Dios')
  - Victoria Luengo pour le rôle d'Elena dans Suro

- 2024 : Malena Alterio pour le rôle de Lucía	dans Que nadie duerma
  - Patricia López Arnaiz pour le rôle d'Ane	dans 20 000 espèces d'abeilles (20.000 especies de abejas)
  - María Vázquez (es) pour le rôle de Ramona dans Matria
  - Carolina Yuste pour le rôle de Conchita dans Saben aquell
  - Laia Costa pour le rôle de Nat dans Un amor

- 2025 : Carolina Yuste pour le rôle de Mónica / Arantxa dans La infiltrada
  - Emma Vilarasau pour le rôle de Montse dans Casa en flames
  - Julianne Moore pour le rôle d'Ingrid Parker dans La Chambre d'à côté (La habitación de al lado)
  - Tilda Swinton pour le rôle de Martha Hunt dans La Chambre d'à côté (La habitación de al lado)
  - Patricia López Arnaiz pour le rôle d'Isabel dans Los destellos